# Ducele Iosif Ferdinand al Bavariei
Ducele Iosif Ferdinand Leopold de Bavaria, Prinț de Asturia (n. 28 octombrie 1692, Viena, Monarhia Habsburgică – d. 6 februarie 1699, Brussel, Comunitatea Francofonă din Belgia⁠(d), Belgia) a fost fiul cel mare a lui Maximilian al II-lea Emanuel, Elector de Bavaria și a primei lui soții, Maria Antonia de Austria, fiica împăratului Leopold I.